# 東大島駅
東大島駅（ひがしおおじまえき）は、東京都江東区大島九丁目にある、東京都交通局（都営地下鉄）新宿線の駅。駅番号はS 16。
旧中川上を横断して駅ホームが設けられており、東側は江戸川区小松川一丁目にまたがる。江東区の駅では最も東に位置する。

## 歴史
- 1975年（昭和50年）6月1日：当駅工区（東大島第二工区・延長683.0 m）の建設工事に着手[2]。
- 1978年（昭和53年）12月21日：終着駅として開業[3][4]。建設工事は11月30日に竣工していた[2]。
- 1983年（昭和58年）12月23日：船堀駅までの延伸開業に伴い中間駅となる[3][4]。
- 2000年（平成12年）8月6日：「江東区と江戸川区の区境の河川橋上駅でホームに行政区分標が有る全国でも珍しい駅」として、関東の駅百選に認定される[5][3]。
- 2007年（平成19年）3月18日：ICカード「PASMO」の利用が可能となる[6]。
- 2016年（平成28年）3月：駅改良工事を開始[7]。
- 2018年（平成30年）5月末：駅改良工事が完了[7][8]。

## 駅構造
相対式ホーム2面2線の高架駅。当駅は新宿駅側より「東大島第四架道橋」（21.25 m）、「中川第一橋梁」（45.825 m）、「中川第二橋梁」（44.0 m）、「中川第三橋梁」（46.0 m）、「中川第四橋梁」（52.0 m）から構成されている。旧中川の真上にあるため、駅の出入口は川の両岸（江東区 大島口・江戸川区 小松川口）にある。
「東大島第四架道橋」は東京都道472号汐留西瑞江線（1983年3月31日廃止）→特別区道江388号を跨ぐものである。また、「中川第一橋梁」の地下には上下2層構造の大島車両検修場への入出庫線が直角に交差している。
海抜ゼロメートル地帯に位置し、駅施設は水害（洪水）対策としてA.P. +3.5 m以上に設置している。中川水面からホームまでの高さは約12 mである。当駅と船堀駅の間は、極端なゼロメートル地帯である関係上、旧中川・荒川・中川を跨ぐ高架橋と橋梁になっている。
開業当初は船堀方に折り返し用のシーサスクロッシング（両渡り分岐器）と荒川手前まで引き上げ線（現在は本八幡方面への本線）があり、それを使って折り返していた。次の船堀駅延伸開業時、同駅へのシーサスクロッシングの設置が困難だったため、引き上げ線を延長した単線並列運転で継続使用された。その後、1988年（昭和63年）の篠崎駅開業時に解消された。

### のりば
| 番線 | 路線       | 行先              |
| ---- | ---------- | ----------------- |
| 1    | 都営新宿線 | 新宿・ 京王線方面 |
| 2    | 都営新宿線 | 本八幡方面        |

（出典：都営地下鉄:駅構内図）
荒川を直角に横断する関係から当駅全体が半径600 mの曲線上にあり、本八幡駅方面に向かって上り3 ‰の勾配上にある。曲線上にホームが設けられているため、2番線側はほぼ終日に渡って立番の駅員が配置されている（1番線側は朝夕のラッシュ帯のみ配置）。駅の北側には交通局大島総合庁舎があり、大島車両検修場をはじめ、乗務員基地（大島乗務管理所大島乗務区）などが設置されており、乗務員交代は当駅で行われる。
駅業務は東京都営交通協力会に委託されている。
当駅をモデルとして、太陽光発電・風力発電・雨水利用・屋上緑化・観葉植物の設置などを行う「駅エコ・プロジェクト」事業を進行している。この事業と併せて2007年夏から1番線ホームにドライミスト噴射装置が試験的に設置され、以後毎年夏にドライミストを噴射した。小松川口の改札外では、同事業の展示スペースが設置されている。2016年8月、霧吹き冷却の運用を停止し、同月末までに撤去、駅ホーム上に冷暖房エアコン、ベンチ等を備えた待合室を設置することが発表され、2018年6月14日から、上下線ホームの両改札近くに計4か所の待合室が供用開始された。

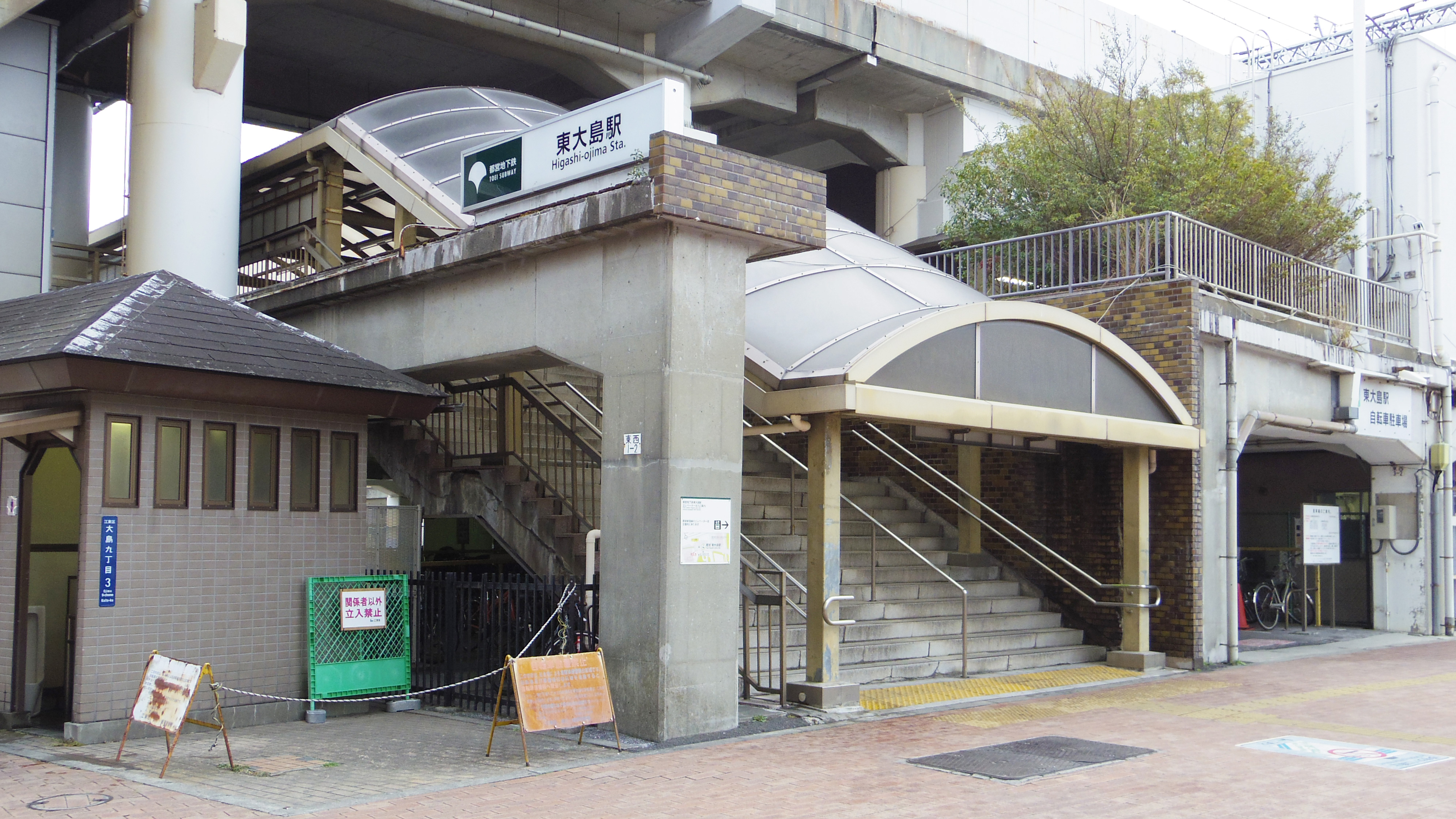
大島口（2021年4月）
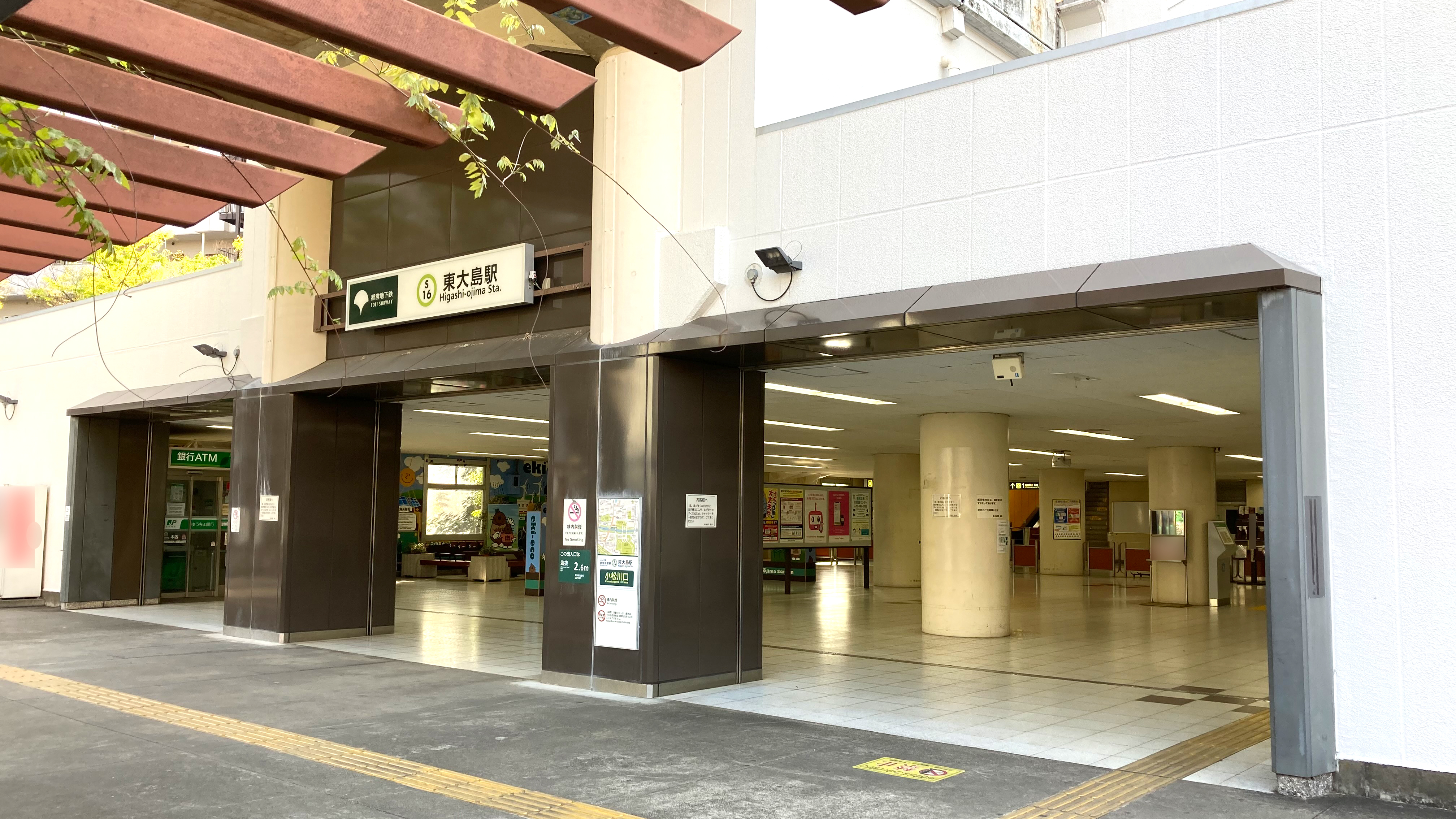
小松川口（2021年4月）
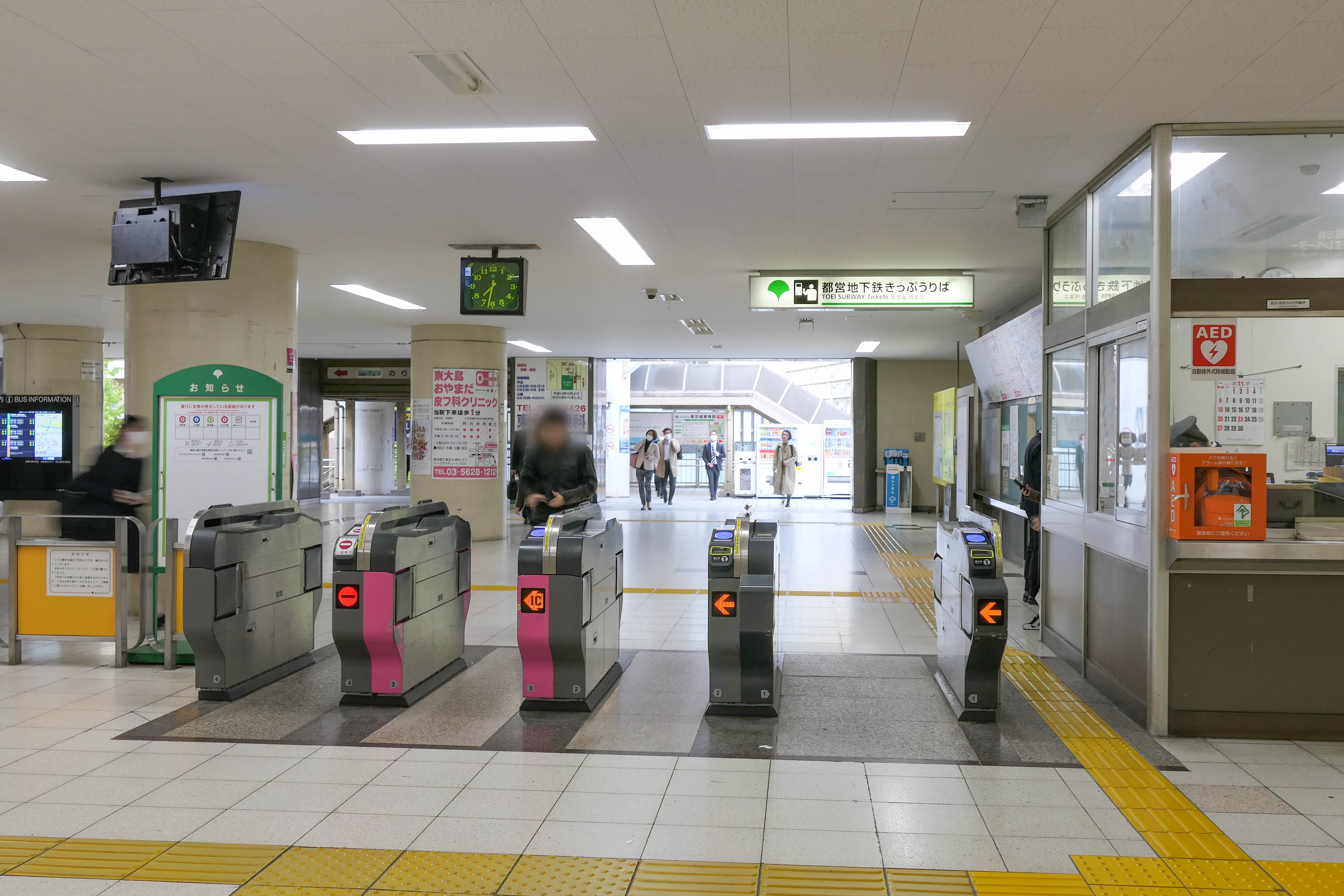
大島方面改札（2022年11月）
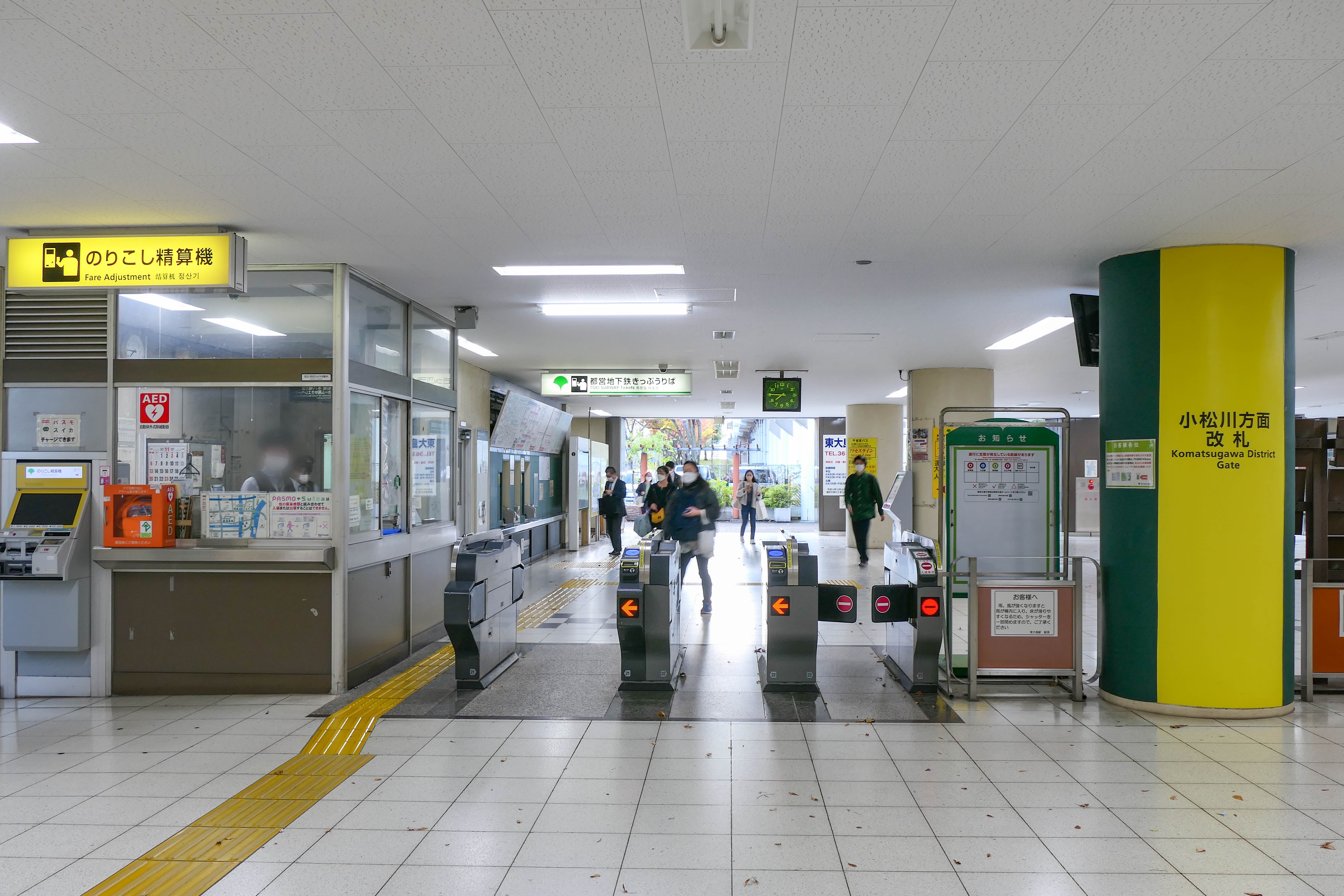
小松川方面改札（2022年11月）
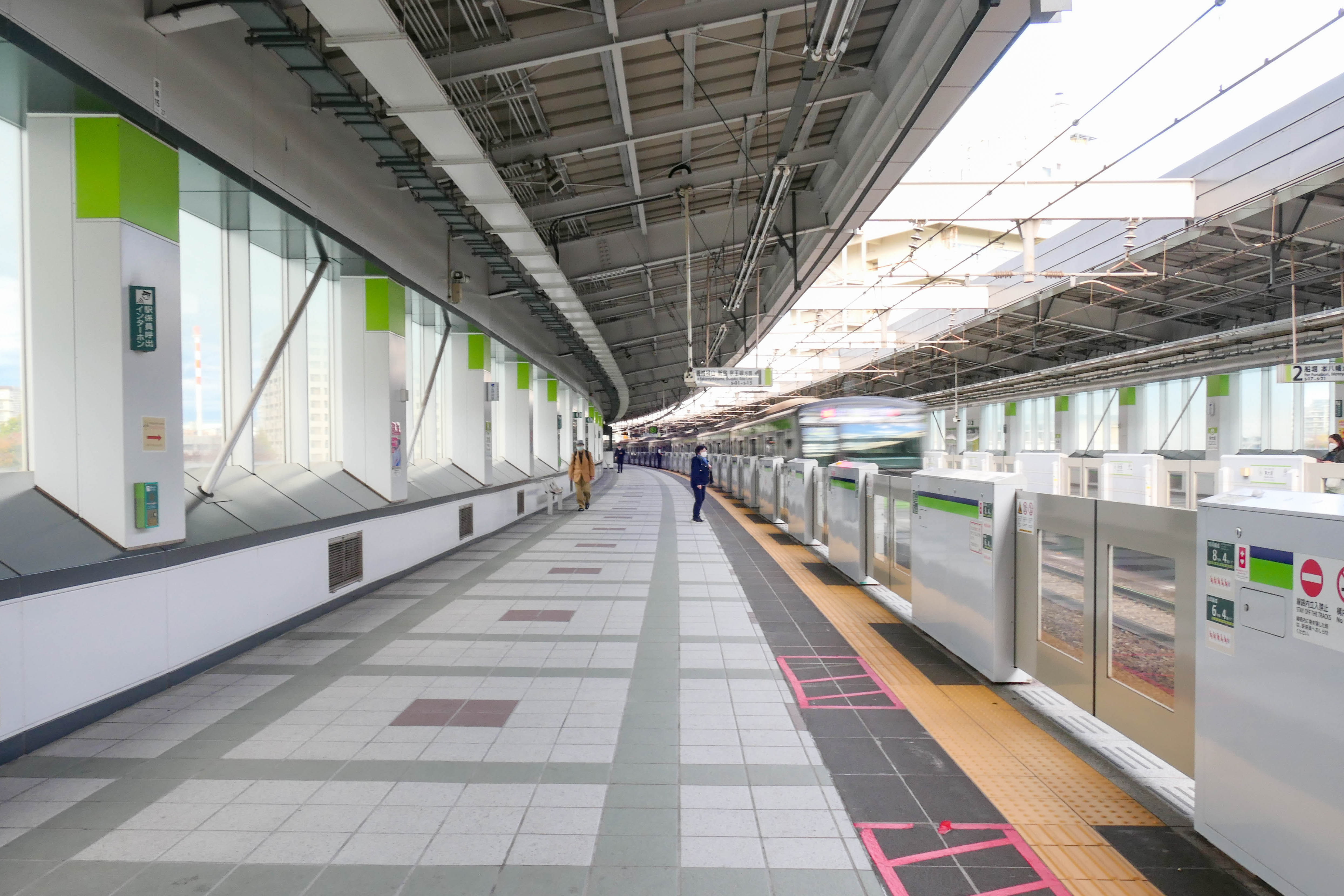
1番線ホーム（2022年11月）
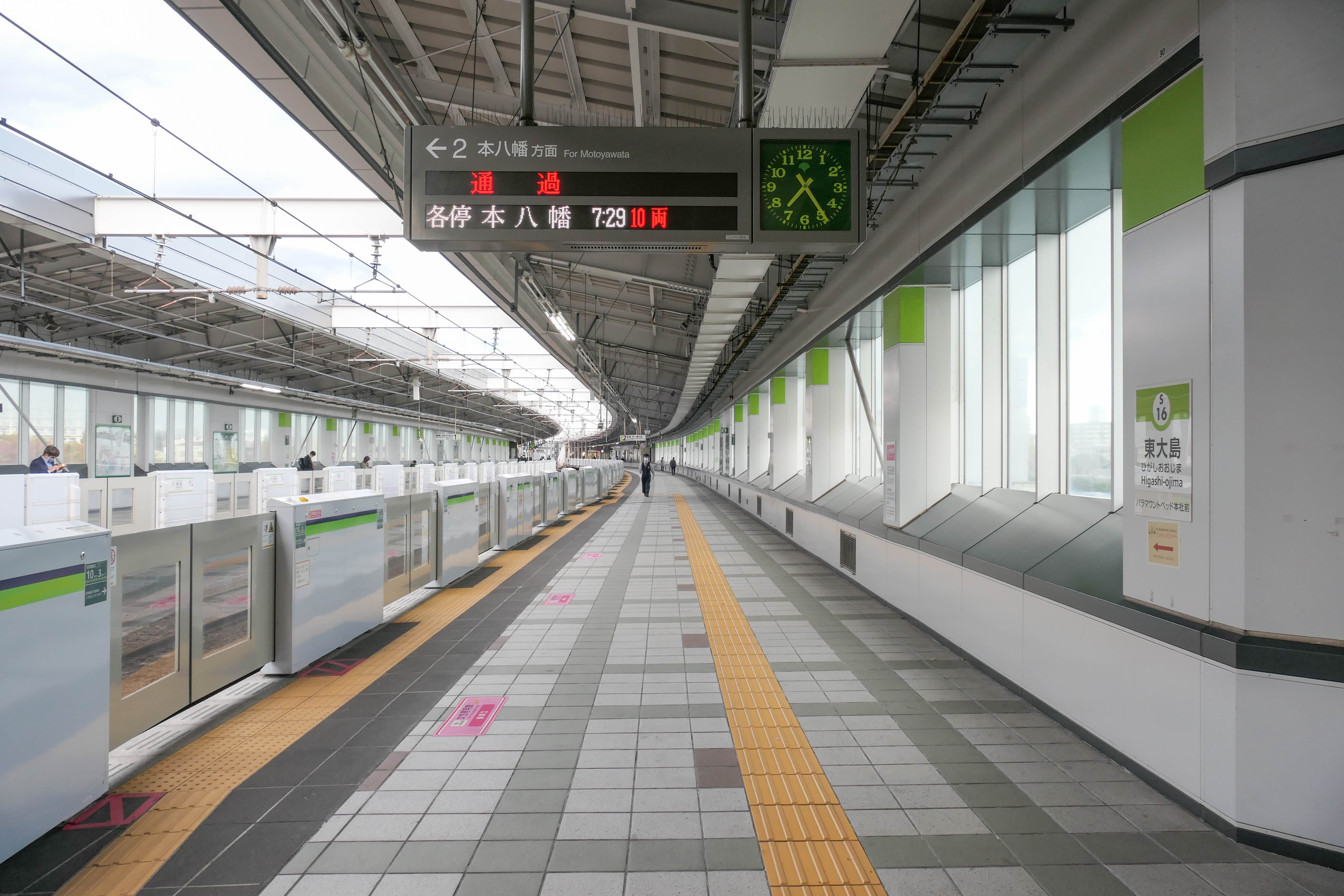
2番線ホーム（2022年11月）
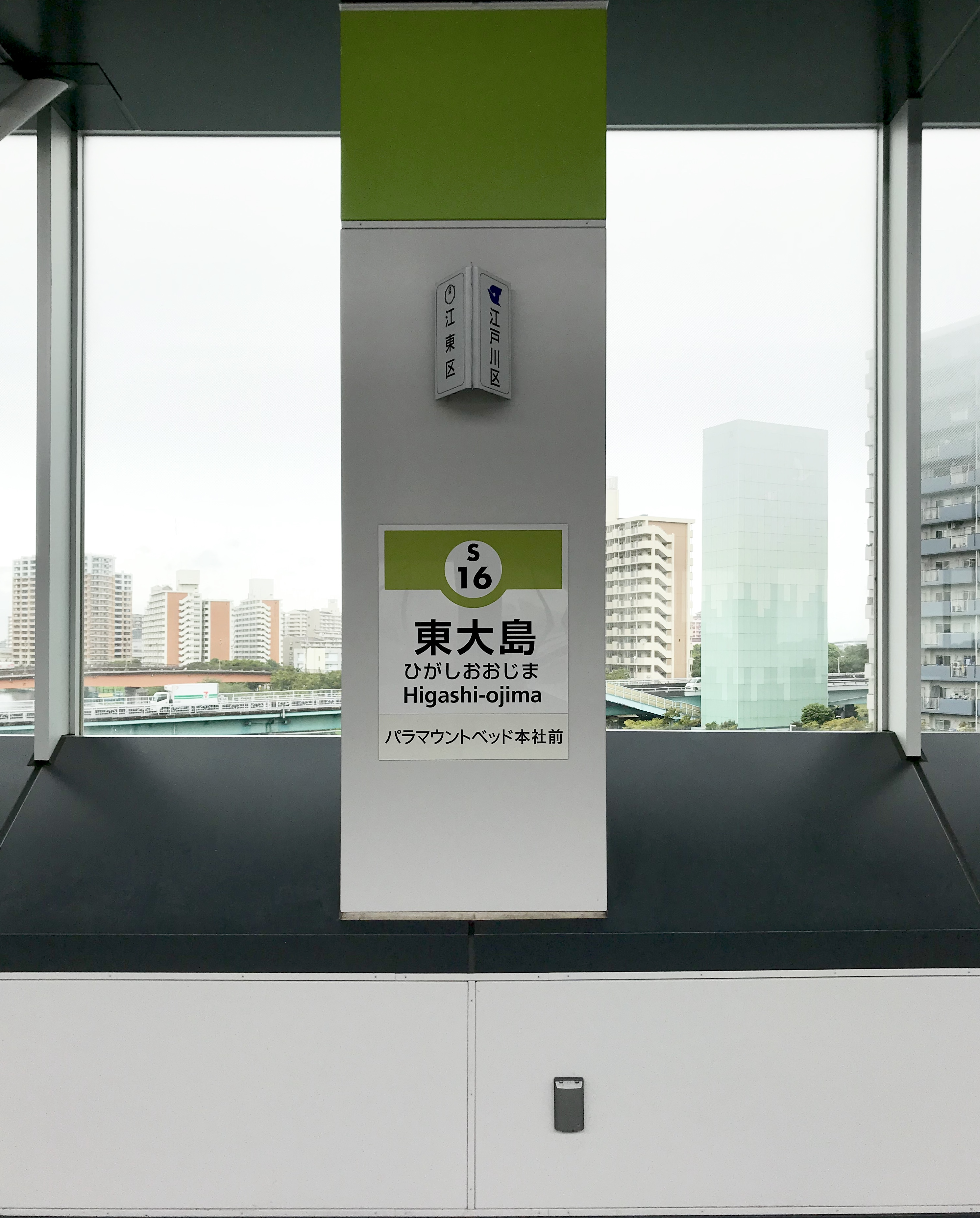
ホームにある行政区分標と駅名標（2019年8月）

## 利用状況
2023年（令和5年）度の1日平均乗降人員は29,477人（乗車人員：14,745人、降車人員：14,732人）である。
各年度の1日平均乗降・乗車人員の推移は下表の通り。
| 年度               | 1日平均 乗降人員 | 1日平均 乗車人員 | 出典       |
| ------------------ | ---------------- | ---------------- | ---------- |
| 1990年（平成02年） |                  | 11,477           | [ * 1 ]    |
| 1991年（平成03年） |                  | 11,768           | [ * 2 ]    |
| 1992年（平成04年） |                  | 12,044           | [ * 3 ]    |
| 1993年（平成05年） |                  | 12,296           | [ * 4 ]    |
| 1994年（平成06年） |                  | 12,411           | [ * 5 ]    |
| 1995年（平成07年） |                  | 12,222           | [ * 6 ]    |
| 1996年（平成08年） |                  | 12,134           | [ * 7 ]    |
| 1997年（平成09年） |                  | 12,400           | [ * 8 ]    |
| 1998年（平成10年） |                  | 12,367           | [ * 9 ]    |
| 1999年（平成11年） |                  | 12,109           | [ * 10 ]   |
| 2000年（平成12年） |                  | 12,351           | [ * 11 ]   |
| 2001年（平成13年） |                  | 12,849           | [ * 12 ]   |
| 2002年（平成14年） |                  | 13,200           | [ * 13 ]   |
| 2003年（平成15年） | 26,861           | 13,637           | [ * 14 ]   |
| 2004年（平成16年） | 27,334           | 13,918           | [ * 15 ]   |
| 2005年（平成17年） | 28,210           | 14,362           | [ * 16 ]   |
| 2006年（平成18年） | 28,429           | 14,392           | [ * 17 ]   |
| 2007年（平成19年） | 29,670           | 14,984           | [ * 18 ]   |
| 2008年（平成20年） | 30,062           | 15,200           | [ * 19 ]   |
| 2009年（平成21年） | 30,553           | 15,448           | [ * 20 ]   |
| 2010年（平成22年） | 30,714           | 15,496           | [ * 21 ]   |
| 2011年（平成23年） | 30,433           | 15,339           | [ * 22 ]   |
| 2012年（平成24年） | 30,738           | 15,393           | [ * 23 ]   |
| 2013年（平成25年） | 31,104           | 15,618           | [ * 24 ]   |
| 2014年（平成26年） | 31,259           | 15,692           | [ * 25 ]   |
| 2015年（平成27年） | 31,706           | 15,892           | [ * 26 ]   |
| 2016年（平成28年） | 32,251           | 16,146           | [ * 27 ]   |
| 2017年（平成29年） | 32,646           | 16,334           | [ * 28 ]   |
| 2018年（平成30年） | 32,728           | 16,361           | [ * 29 ]   |
| 2019年（令和元年） | 32,240           | 16,108           | [ * 30 ]   |
| 2020年（令和02年） | 24,491           | 12,278           | [ 都交 2 ] |
| 2021年（令和03年） | 25,683           | 12,863           | [ 都交 3 ] |
| 2022年（令和04年） | 27,592           | 13,814           | [ 都交 4 ] |
| 2023年（令和05年） | 29,477           | 14,745           | [ 都交 1 ] |

## 駅周辺
- 東京都道・千葉県道50号東京市川線（新大橋通り）
- 東京都道477号亀戸葛西橋線（番所橋通り）
- 荒川・旧中川・小名木川
  - 荒川ロックゲート
- 大島小松川公園
- ダイエー東大島店
- 江東区立東大島図書館
- 地域医療機能推進機構東京城東病院
- 中川船番所資料館
- 東大島神社
- 亀戸浅間神社
- 東京情報デザイン専門職大学

## バス路線
最寄りの停留所は、大島口と小松川口のそれぞれのロータリーにある東大島駅前バス停と、大島口西側の番所橋通り上にある東大島駅入口バス停である。以下の路線が乗り入れ、東京都交通局により運行されている。
| のりば   | 停留所名     | 系統・行先                                                                      | 備考           |
| 大島口   | 大島口       | 大島口                                                                          | 大島口         |
| -------- | ------------ | ------------------------------------------------------------------------------- | -------------- |
| 1        | 東大島駅前   | - 門21：門前仲町・東陽町駅前 - 草24：浅草寿町 - 陽20：東陽町駅前 - 両28：葛西橋 |                |
| 2        | 東大島駅前   | 錦28：錦糸町駅前                                                                |                |
| 3        | 東大島駅入口 | - 亀24：葛西橋 - 草24：東大島駅前                                               |                |
| 4        | 東大島駅入口 | 亀24：亀戸駅前                                                                  |                |
| 小松川口 |              |                                                                                 |                |
| 5        | 東大島駅前   | 錦27-3：錦糸町駅前                                                              | 平日朝のみ運行 |
| 6        | 東大島駅前   | 平28：平井駅前（循環）・平井駅前                                                |                |

## 隣の駅
東京都交通局（都営地下鉄）
 都営新宿線
■急行
通過
■各駅停車
大島駅 (S 15) - 東大島駅 (S 16) - 船堀駅 (S 17)